# Léon Wieger
Pour les articles homonymes, voir Wieger.
Georges Frédéric Léon Wieger, nom chinois Dai Suiliang 戴遂良, né le 9 juillet 1856 à Strasbourg (France) et mort au district Xian dans le Hebei (Chine) le 25 mars 1933, est un médecin et prêtre jésuite français qui fut missionnaire et sinologue. Il a passé la plus grande partie de sa vie adulte en Chine, notamment au vicariat apostolique du Tché-li Sud-Est (fondé en 1856), devenu ensuite vicariat apostolique de Xianxian (1924), puis diocèse de Sienhsien.

## Biographie
Alsacien, fils de professeur de médecine à l'université de Strasbourg et lui-même médecin de formation (comme Albert Schweitzer), Wieger pratique deux ans la médecine avant d'entrer au noviciat de la Compagnie de Jésus le 21 janvier 1881 à Tronchiennes (Belgique).
Ordonné prêtre le 31 juillet 1887, Léon Wieger part la même année pour la mission de Tche-li Sud-Est. Il s'y occupe d'abord d'hygiène et exerce la médecine. 
À partir de 1893, son supérieur religieux l'oriente vers l'étude du chinois et des tâches plus intellectuelles. Ses recherches le conduisent à faire d'importantes contributions dans le domaine du folklore chinois ainsi que sur le bouddhisme et le taoïsme. Les livres du canon taoïste ont longtemps été comptés selon sa présentation.
Il reçut à trois reprises pour ses travaux le prix Stanislas-Julien décerné par l'Académie des inscriptions et belles-lettres.

## Travaux et contributions
Comme auteur
- Rudiments de parler et de style chinois, dialecte de Ho-Kien-Fou, Ho-Kien-Fou, Imprimerie de la mission catholique, 1895.
- Folk-lore chinois moderne, Sienhsien, imprimerie de la mission catholique, 1909.
- La Chine à travers les âges : Précis. Index biographique. Index bibliographique, Imprimerie de la mission Catholique, 1924.
- Histoire des croyances religieuses et des opinions philosophiques en Chine, avec illustrations. Première et deuxième périodes : jusqu’en 65 après J.-C.; Troisième et quatrième périodes : de 65 à nos jours. Deuxième édition, imprimerie de Hien-hien, 1922, 798 pages. Première édition, 1917 (lire en ligne).
- Caractères chinois Sienhsien, imprimerie de la mission catholique, 3e éditions 1916 (lire en ligne).
  - (en) traduction en anglais : Chinese Characters: Their Origin, Etymology, History, Classification and Signification (traduit par L. Davrout, s.j.), New York: Paragon Book Reprint Corp. & Dover, 1965.
- Histoire politique de la Chine - Textes historiques, 2 vol., Sienhsien : Imprimerie de la mission catholique, 1929.

Comme traducteur
- Textes philosophiques, Sienhsien, imprimerie de la mission catholique, 1906.
- Taoïsme. Tome II, Les pères du système taoïste 1910.
- Lao-Tseu, Tao-tê-king  ; trad. du chinois par le R.P. Léon Wieger, introd. par Jean Varenne, Monaco, ed. du Rocher, 1991.
- Bouddhisme chinois, textes établis, présentés et traduits par Léon Wieger,  Paris, Cathasia, 1951.

## Évaluations contrastées
- Dans ses Choix d'études sinologiques (E. J. Brill, 1973 p. 465-466), le sinologue Paul Demiéville (1894-1979) écrit les propos suivants, alors qu'il évalue l'œuvre prolifique de Léon Wieger comme traducteur, linguiste et documentariste de la Chine où il vécut :

« Les plus féconds des missionnaires de Ho-kien fou furent les pères Séraphin Couvreur et Léon Wieger. […] Quant au père Wieger, c'était un Alsacien […] protestant converti au catholicisme, il poussait le zèle du néophyte jusqu'à l'étroitesse d'esprit et ne manquait pas une occasion d'exprimer son dédain ou son ironie à l'égard des « païens » chinois. Il n'en laisse pas moins une œuvre sinologique imposante, une trentaine de volumes qui touchent un peu à tout. »

« Le père Wieger s'essaya à faire une synthèse de ses travaux dans une volumineuse Histoire des croyances et des opinions philosophiques en Chine depuis l'origine jusqu'à nos jours qui n'est guère au point. Plus utile reste son recueil de matériaux de première main sur la Chine moderne (1921-1932), en dix volumes, avec textes, traductions (trop libres) et commentaires, formant une chronique documentaire de la première Révolution Chinoise. Trop étendue, trop rapide, l'œuvre du père Wieger ne survit qu'en certaines de ses parties, surtout celles qui touchent à la langue et aux traditions populaires de la région où il résida. »

À ce jugement très âpre on opposera cette affirmation de Lisa Bresner (1971-2007) (1997 : 109, note), plus récente, s'étonnant de l'oubli dans lequel est tombé le P. Wieger : 

« Du vivant du Père Léon Wieger, son œuvre a été largement connue et saluée. Mais depuis les années cinquante, alors que son travail sur la Chine antique demeure un outil essentiel pour les sinologues, un silence s'est fait tant autour de sa vie qu'autour de ses ouvrages. J'espère que ces bribes biographiques, en attendant un hommage plus important, permettront de sortir un grand sinologue de l'oubli. »

Quoi qu'il en soit, il n'en demeure pas moins que l'œuvre ethnographique, linguistique et de traduction de Wieger est considérable et qu'il peut être compté parmi les pères de la sinologie moderne, dans la mesure où ses travaux procèdent d'une connaissance profonde de la langue et de la culture chinoises, même si ses contributions peuvent être marquées par une pratique de la traduction ne répondant plus toujours aux critères actuels et par des préoccupations dues à sa qualité d'homme d'Église catholique.

## Prix
- Prix Stanislas-Julien (1905) : Rudiments de parler et de style chinois, dialecte de Ho-Kien-Fou[2]